# متعلجمة باسيفيكية
متعلجمة باسيفيكية (الاسم العلمي: Batrachoides pacifici) (بالإنجليزية: Pacific toadfish)‏ هي نوع من الأسماك تتبع جنس المتعلجمة من فصيلة المتعلجمات.